# Bergua
Bergua ist ein spanischer Ort in den Pyrenäen in der Provinz Huesca der Autonomen Gemeinschaft Aragonien. Der Ort gehört zur Gemeinde Broto. Bergua hatte im Jahr 2015 33 Einwohner.

## Geschichte
Bergua wurde erstmals im Jahr 1035 überliefert.  

## Sehenswürdigkeiten

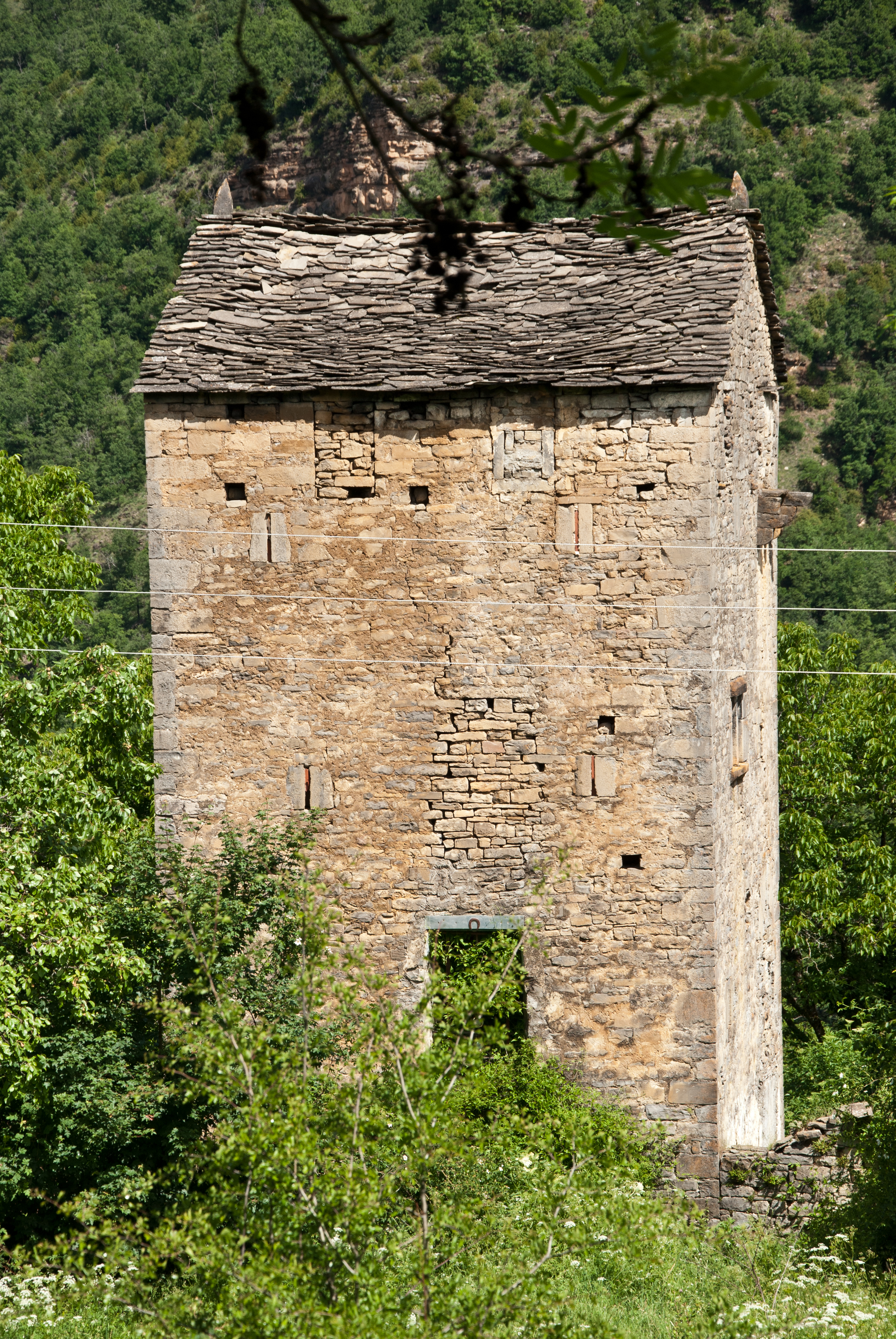
Torre Marcela

- Ermita de San Bartolomé, erbaut im 10./11. Jahrhundert (Bien de Interés Cultural)
- Torre de casa Agustín (Bien de Interés Cultural)
- Torre Marcela (Bien de Interés Cultural)
- Iglesieta de los Moros
- Pfarrkirche aus dem 16. Jahrhundert, als Ruine erhalten